# Handebol nos Jogos Olímpicos
O handebol foi introduzido nos Jogos Olímpicos durante a edição de Berlim 1936, apenas com o torneio masculino. Após um longo período de ausência, o esporte retornou novamente em solo alemão para os Jogos Olímpicos de 1972, em Munique. O torneio feminino foi introduzido na Olimpíada de 1976 em Montreal, Canadá.

## Eventos
| Evento    | 1936 | 48 | 52 | 56 | 60 | 64 | 68 | 72 | 76 | 80 | 84 | 88 | 92 | 96 | 00 | 04 | 08 | 12 | 16 | 20 | 24 | Edições |
| --------- | ---- | -- | -- | -- | -- | -- | -- | -- | -- | -- | -- | -- | -- | -- | -- | -- | -- | -- | -- | -- | -- | ------- |
| Masculino | •    |    |    |    |    |    |    | •  | •  | •  | •  | •  | •  | •  | •  | •  | •  | •  | •  | •  | •  | 15      |
| Feminino  |      |    |    |    |    |    |    |    | •  | •  | •  | •  | •  | •  | •  | •  | •  | •  | •  | •  | •  | 13      |

## Resultados

### Masculino
| Ano                            | Final                 | Final         | Final                  |                | Disputa do bronze | Disputa do bronze      | Disputa do bronze |
| ------------------------------ | --------------------- | ------------- | ---------------------- | -------------- | ----------------- | ---------------------- | ----------------- |
| Ano                            | Ouro                  | Placar        | Prata                  | Bronze         | Placar            | Quarto colocado        |                   |
| Berlim 1936 (detalhes)         | GER Alemanha          | Grupo         | AUT Áustria            | SUI Suíça      | Grupo             | HUN Hungria            |                   |
| Munique 1972 (detalhes)        | YUG Iugoslávia        | 21 – 16       | TCH Checoslováquia     | ROU Romênia    | 19 – 16           | GDR Alemanha Oriental  |                   |
| Montreal 1976 (detalhes)       | URS União Soviética   | 19 – 15       | ROU Romênia            | POL Polônia    | 21 – 18           | FRG Alemanha Ocidental |                   |
| Moscou 1980 (detalhes)         | GDR Alemanha Oriental | 23 – 22 (pro) | URS União Soviética    | ROU Romênia    | 20 – 18           | HUN Hungria            |                   |
| Los Angeles 1984 (detalhes)    | YUG Iugoslávia        | 18 – 17       | FRG Alemanha Ocidental | ROU Romênia    | 23 – 19           | DEN Dinamarca          |                   |
| Seul 1988 (detalhes)           | URS União Soviética   | 32 – 25       | KOR Coreia do Sul      | YUG Iugoslávia | 27 – 23           | HUN Hungria            |                   |
| Barcelona 1992 (detalhes)      | EUN Equipa Unificada  | 22 – 20       | SWE Suécia             | FRA França     | 24 – 20           | ISL Islândia           |                   |
| Atlanta 1996 (detalhes)        | CRO Croácia           | 27 – 26       | SWE Suécia             | ESP Espanha    | 27 – 25           | FRA França             |                   |
| Sydney 2000 (detalhes)         | RUS Rússia            | 28 – 26       | SWE Suécia             | ESP Espanha    | 26 – 22           | YUG Iugoslávia         |                   |
| Atenas 2004 (detalhes)         | CRO Croácia           | 26 – 24       | GER Alemanha           | RUS Rússia     | 28 – 26           | HUN Hungria            |                   |
| Pequim 2008 (detalhes)         | FRA França            | 28 – 23       | ISL Islândia           | ESP Espanha    | 35 – 29           | CRO Croácia            |                   |
| Londres 2012 (detalhes)        | FRA França            | 22 – 21       | SWE Suécia             | CRO Croácia    | 33 – 26           | HUN Hungria            |                   |
| Rio de Janeiro 2016 (detalhes) | DEN Dinamarca         | 28 – 26       | FRA França             | GER Alemanha   | 31 – 25           | POL Polônia            |                   |
| Tóquio 2020 (detalhes)         | FRA França            | 25 – 23       | DEN Dinamarca          | ESP Espanha    | 33 – 31           | EGY Egito              |                   |
| Paris 2024 (detalhes)          | DEN Dinamarca         | 39 – 26       | GER Alemanha           | ESP Espanha    | 23 – 22           | SLO Eslovênia          |                   |

### Feminino
| Ano                            | Final               | Final             | Final                 |                       | Disputa do bronze | Disputa do bronze      | Disputa do bronze |
| ------------------------------ | ------------------- | ----------------- | --------------------- | --------------------- | ----------------- | ---------------------- | ----------------- |
| Ano                            | Ouro                | Placar            | Prata                 | Bronze                | Placar            | Quarto colocado        |                   |
| Montreal 1976 (detalhes)       | URS União Soviética | Grupo             | GDR Alemanha Oriental | HUN Hungria           | Grupo             | ROU Romênia            |                   |
| Moscou 1980 (detalhes)         | URS União Soviética | Grupo             | YUG Iugoslávia        | GDR Alemanha Oriental | Grupo             | HUN Hungria            |                   |
| Los Angeles 1984 (detalhes)    | YUG Iugoslávia      | Grupo             | KOR Coreia do Sul     | CHN China             | Grupo             | FRG Alemanha Ocidental |                   |
| Seul 1988 (detalhes)           | KOR Coreia do Sul   | Grupo             | NOR Noruega           | URS União Soviética   | Grupo             | YUG Iugoslávia         |                   |
| Barcelona 1992 (detalhes)      | KOR Coreia do Sul   | 28 – 21           | NOR Noruega           | EUN Equipa Unificada  | 24 – 20           | GER Alemanha           |                   |
| Atlanta 1996 (detalhes)        | DEN Dinamarca       | 37 – 33 (pro)     | KOR Coreia do Sul     | HUN Hungria           | 20 – 18           | NOR Noruega            |                   |
| Sydney 2000 (detalhes)         | DEN Dinamarca       | 31 – 27           | HUN Hungria           | NOR Noruega           | 22 – 21           | KOR Coreia do Sul      |                   |
| Atenas 2004 (detalhes)         | DEN Dinamarca       | 34 – 34 (4–2 pen) | KOR Coreia do Sul     | UKR Ucrânia           | 21 – 18           | FRA França             |                   |
| Pequim 2008 (detalhes)         | NOR Noruega         | 34 – 27           | RUS Rússia            | KOR Coreia do Sul     | 33 – 28           | HUN Hungria            |                   |
| Londres 2012 (detalhes)        | NOR Noruega         | 26 – 23           | MNE Montenegro        | ESP Espanha           | 31 – 29           | KOR Coreia do Sul      |                   |
| Rio de Janeiro 2016 (detalhes) | RUS Rússia          | 22 – 19           | FRA França            | NOR Noruega           | 36 – 26           | NED Países Baixos      |                   |
| Tóquio 2020 (detalhes)         | FRA França          | 30 – 25           | ROC                   | NOR Noruega           | 36 – 19           | SWE Suécia             |                   |
| Paris 2024 (detalhes)          | FRA França          | 29 – 21           | NOR Noruega           | DEN Dinamarca         | 30 – 25           | SWE Suécia             |                   |

## Quadro geral de medalhas
| Ordem | País                   | Medalha de ouro | Medalha de prata | Medalha de bronze |    |
| ----- | ---------------------- | --------------- | ---------------- | ----------------- | -- |
| 1     | DEN Dinamarca          | 5               | 1                | 1                 | 7  |
| 2     | FRA França             | 4               | 3                | 1                 | 8  |
| 3     | URS União Soviética    | 4               | 1                | 1                 | 6  |
| 4     | NOR Noruega            | 3               | 2                | 3                 | 8  |
| 5     | YUG Iugoslávia         | 3               | 1                | 1                 | 5  |
| 6     | KOR Coreia do Sul      | 2               | 4                | 1                 | 7  |
| 7     | RUS Rússia             | 2               | 1                | 1                 | 4  |
| 8     | CRO Croácia            | 2               |                  | 1                 | 3  |
| 9     | GER Alemanha           | 1               | 2                | 1                 | 4  |
| 10    | GDR Alemanha Oriental  | 1               | 1                | 1                 | 3  |
| 11    | EUN Equipa Unificada   | 1               |                  | 1                 | 2  |
| 12    | SWE Suécia             |                 | 4                |                   | 4  |
| 13    | ROU Romênia            |                 | 1                | 3                 | 4  |
| 14    | HUN Hungria            |                 | 1                | 2                 | 3  |
| 15    | FRG Alemanha Ocidental |                 | 1                |                   | 1  |
|       | AUT Áustria            |                 | 1                |                   | 1  |
|       | TCH Checoslováquia     |                 | 1                |                   | 1  |
|       | ISL Islândia           |                 | 1                |                   | 1  |
|       | MNE Montenegro         |                 | 1                |                   | 1  |
|       | ROC                    |                 | 1                |                   | 1  |
| 21    | ESP Espanha            |                 |                  | 6                 | 6  |
| 22    | CHN China              |                 |                  | 1                 | 1  |
|       | POL Polônia            |                 |                  | 1                 | 1  |
|       | SUI Suíça              |                 |                  | 1                 | 1  |
|       | UKR Ucrânia            |                 |                  | 1                 | 1  |
| TOTAL | TOTAL                  | 28              | 28               | 28                | 84 |

### Masculino
| Ordem | País                  | Medalha de ouro | Medalha de prata | Medalha de bronze |    |
| ----- | --------------------- | --------------- | ---------------- | ----------------- | -- |
| 1     | FRA França            | 3               | 1                | 1                 | 5  |
| 2     | URS União Soviética   | 2               | 1                |                   | 3  |
|       | DEN Dinamarca         | 2               | 1                |                   | 3  |
| 4     | CRO Croácia           | 2               |                  | 1                 | 3  |
|       | YUG Iugoslávia        | 2               |                  | 1                 | 3  |
| 6     | GER Alemanha          | 1               | 3                | 1                 | 5  |
| 7     | RUS Rússia            | 1               |                  | 1                 | 2  |
| 8     | GDR Alemanha Oriental | 1               |                  |                   | 1  |
|       | EUN Equipa Unificada  | 1               |                  |                   | 1  |
| 10    | SWE Suécia            |                 | 4                |                   | 4  |
| 11    | ROU Romênia           |                 | 1                | 3                 | 4  |
| 12    | AUT Áustria           |                 | 1                |                   | 1  |
|       | TCH Checoslováquia    |                 | 1                |                   | 1  |
|       | KOR Coreia do Sul     |                 | 1                |                   | 1  |
|       | ISL Islândia          |                 | 1                |                   | 1  |
| 16    | ESP Espanha           |                 |                  | 5                 | 5  |
| 17    | POL Polônia           |                 |                  | 1                 | 1  |
|       | SUI Suíça             |                 |                  | 1                 | 1  |
| TOTAL | TOTAL                 | 14              | 14               | 14                | 42 |

### Feminino
| Ordem | País                  | Medalha de ouro | Medalha de prata | Medalha de bronze |    |
| ----- | --------------------- | --------------- | ---------------- | ----------------- | -- |
| 1     | NOR Noruega           | 3               | 2                | 3                 | 8  |
| 2     | DEN Dinamarca         | 3               |                  | 1                 | 4  |
| 3     | KOR Coreia do Sul     | 2               | 3                | 1                 | 6  |
| 4     | URS União Soviética   | 2               |                  | 1                 | 3  |
| 5     | FRA França            | 1               | 2                |                   | 3  |
| 6     | RUS Rússia            | 1               | 1                |                   | 2  |
|       | YUG Iugoslávia        | 1               | 1                |                   | 2  |
| 8     | HUN Hungria           |                 | 1                | 2                 | 3  |
| 9     | GDR Alemanha Oriental |                 | 1                | 1                 | 2  |
| 10    | MNE Montenegro        |                 | 1                |                   | 1  |
|       | ROC                   |                 | 1                |                   | 1  |
| 11    | CHN China             |                 |                  | 1                 | 1  |
|       | EUN Equipa Unificada  |                 |                  | 1                 | 1  |
|       | ESP Espanha           |                 |                  | 1                 | 1  |
|       | UKR Ucrânia           |                 |                  | 1                 | 1  |
| TOTAL | TOTAL                 | 12              | 12               | 12                | 36 |